# Теодор Чипев
 За българския книгоиздател вижте Тодор Чипев.  
Теодор Антонов Чипев е български юрист, политик и шахматист.

## Биография
Теодор Чипев произхожда от рода на българския книгоиздател Тодор Чипев.
През 1961 година завършва право в Софийският университет. От 1973 до 1988 е научен сътрудник в Института за правни науки към БАН. През 1988 става доктор по право. Между 1988 и 2007 е арбитър в Арбитражния съд към Българската търговско-промишлена палата. В периода 1992-1994 е член на Конституционния съд, а през 1994-1995 е министър на правосъдието. От 2000 до 2006 година преподава в Пловдивския университет. От 2007 година става съдия в Първоинстанционния съд на ЕО в Люксембург. Оттегля се от поста през 2010 г. поради здравословни проблеми.
През 60-те години активно се занимава с шахмат като четири пъти се класира на финалите на републиканското първенство. Участва на шахматната олимпиада в Златни пясъци (извън класирането), където изиграва 10 партии (5 победи и 5 равенства). Постепенно се оттегля от шахматна дейност поради голямата си заетост.

## Участия на шахматни олимпиади
| Година | Организатор   | Отбор            | Класиране (отборно) | Дъска         |
| 1962   | Златни пясъци | България 2 отбор | -                   | Първа резерва |